# Sean O’Pry
Sean Richard O’Pry (ur. 5 lipca 1989 w Kennesaw) − amerykański model pochodzenia irlandzkiego i rdzennych Amerykanów.

## Życiorys

### Wczesne lata
Urodził się w Kennesaw w stanie Georgia jako syn Caran A. (z domu Padgett) i Johna A. O’Prya. Wychowywał się ze starszym bratem i młodszą siostrą. Uczęszczał do North Cobb High School, gdzie zajmuje się lekkoatletyką i grał w koszykówkę, baseball i piłkę nożną.

### Kariera
W 2006 roku jako 17-latek dzięki zdjęciom opublikowanym na Myspace został dostrzeżony przez Nolé Marina, dyrektora nowojorskiej agencji AIM Model Management. Związał się z VNY Model Management. Od tamtej pory brał udział w licznych kampaniach reklamowych i redakcyjnych dla Calvina Kleina, Giorgio Armaniego, D2, Versace, Dolce & Gabbana, Belstaff, Ralpha Laurena, Gianfranco Ferré, Hugo Boss AG, H&M, Massimo Duttiego, Diesel, Zara, DKNY, Armani Jeans, Bloomingdale's, Marca Jacobsa, Bottega Veneta, Uniqlo, Emporio Armani, American Eagle Outfitters, Fendi, V, Lacoste, DSquared², Dazed, Gap Inc., JOOP!, Barneys New York, Details, Arena i Numéro.

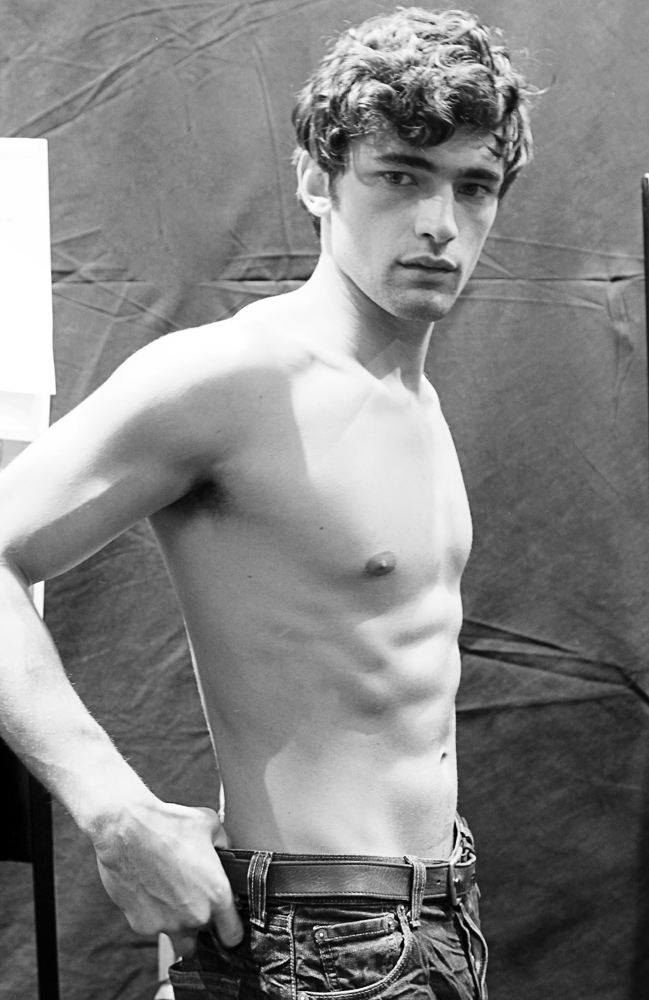
O’Pry w styczniu 2011

Przez kilka sezonów był 'twarzą' domów mody takich jak Versace, Yves Saint Laurent, Givenchy i Salvatore Ferragamo, Moschino, Trussardi, Zegna i zarówno Balmain. Inni projektanci, z którymi współpracował, to Roberto Cavalli, Louis Vuitton, Chanel, Michael Kors i Hermès. Był na okładkach „L’Officiel Hommes”, „Vogue Hommes”, „Numéro Homme”, „Elle Extra”, „V”, „Esquire”, „Xoxo”, „Da Man”, „Harper’s Bazaar”, „Apollo”, „Details”, „Playing Fashion”, „Prestige”.
Pod koniec 2007 roku magazyn „GQ” przyznał mu prestiżowy tytuł „Człowiek sezonu”. W 2008 przypisano mu miejsce #2 „pięćdziesięciu najlepszych męskich modeli świata” portalu internetowego Models.com, tuż za Mathiasem Lauridsenem, a w maju 2009 w zestawieniu figurował na pozycji drugiej, ustępując szczytu jedynie Baptiste’owi Giabiconi. W czerwcu 2009 „Forbes” przyznał mu pierwsze miejsce w zestawieniu 'The Most Successful Male Models'. W listopadzie 2011 został wybrany jako gwiazdor kampanii zapachu Spicebomb - Viktor & Rolf.
Wystąpił w teledysku „Girl Gone Wild” (2012) do przeboju Madonny oraz wideoklipie „Blank Space” (2014) w wykonaniu Taylor Swift.
W 2015 znalazł się na listach portalu Models.com - 'Supers Men', 'Sexiest Men' i 'Money Guys'. W tym samym roku, w magazynie „Vogue” zajął piąte miejsce na „Top 10 modeli wszech czasów” za Tysonem Beckfordem, Davidem Gandy, Bradem Kroenigiem i Jonem Kortajareną. Dopełnieniem listy zostali Marcus Schenkenberg, Mathias Lauridsen, Mark Vanderloo, Noah Mills i Evandro Soldati.
W latach 2010–2012 związany był z modelką Dianą Moldovan.